# Nina Shea
Nina Hope Shea (17 de agosto de 1953) é uma advogada internacional americana de direitos humanos e defensora internacional da liberdade religiosa cristã.
Natural da Pensilvânia, Shea graduou-se cum laude no Smith College, e graduou-se no Washington College of Law da American University. Shea é católica.
Shea é casada com Adam Meyerson, presidente da The Philanthropy Roundtable. Eles têm três filhos.
Ela é ex-diretora do Centro de Liberdade Religiosa da Freedom House, um escritório que ela ajudou a fundar em 1986 como o Instituto Puebla. Ela serviu como comissária na Comissão dos Estados Unidos sobre Liberdade Religiosa Internacional de 1999 a 2012.  Ela é membro sênior do Hudson Institute desde novembro de 2006 e dirige o Center for Religious Freedom lá. Em janeiro de 2009, ela foi nomeada comissária dos EUA na Comissão Nacional da UNESCO.
Ela foi nomeada como uma delegada na Comissão de Direitos Humanos das Nações Unidas.
Shea escreveu In the Lion's Den (1997) sobre discriminação anti-cristã. Shea também é coautora de Silenced: How Apostasy & Blasphemy Codes are Choking Freedom Worldwide (2011).